# Aristolochia impudica
Aristolochia impudica är en piprankeväxtart som beskrevs av J. Ortega Ortiz. Aristolochia impudica ingår i släktet piprankor, och familjen piprankeväxter. Inga underarter finns listade i Catalogue of Life.